# Haji Wright
Haji Amir Wright (sinh ngày 27 tháng 3 năm 1998) là một cầu thủ bóng đá chuyên nghiệp người Mỹ thi đấu cho Antalyaspor.

## Thống kê sự nghiệp

### Câu lạc bộ
Tính đến ngày 16 tháng 3 năm 2024
| Club                 | Season       | League             | League | League | National cup | National cup | League cup | League cup | Continental | Continental | Total | Total |
| Club                 | Season       | Division           | Apps   | Goals  | Apps         | Goals        | Apps       | Goals      | Apps        | Goals       | Apps  | Goals |
| -------------------- | ------------ | ------------------ | ------ | ------ | ------------ | ------------ | ---------- | ---------- | ----------- | ----------- | ----- | ----- |
| New York Cosmos      | 2015         | NASL               | 3      | 0      | 1            | 0            | –          | –          | –           | –           | 4     | 0     |
| Schalke 04           | 2016–17      | Bundesliga         | 0      | 0      | –            | –            | –          | –          | –           | –           | 0     | 0     |
| Schalke 04           | 2018–19      | Bundesliga         | 7      | 1      | –            | –            | –          | –          | –           | –           | 7     | 1     |
| Schalke 04           | Total        | Total              | 7      | 1      | –            | –            | –          | –          | –           | –           | 7     | 1     |
| SV Sandhausen (loan) | 2017–18      | 2. Bundesliga      | 15     | 1      | –            | –            | –          | –          | –           | –           | 15    | 1     |
| Schalke 04 II        | 2018–19      | Oberliga Westfalen | 22     | 14     | –            | –            | –          | –          | –           | –           | 22    | 14    |
| VVV-Venlo            | 2019–20      | Eredivisie         | 22     | 0      | 1            | 1            | –          | –          | –           | –           | 23    | 1     |
| SønderjyskE          | 2020–21      | Danish Superliga   | 29     | 11     | 7            | 2            | –          | –          | 1           | 0           | 37    | 13    |
| Antalyaspor (loan)   | 2021–22      | Süper Lig          | 32     | 14     | 3            | 1            | –          | –          | –           | –           | 35    | 15    |
| Antalyaspor          | 2022–23      | Süper Lig          | 28     | 15     | 1            | 1            | –          | –          | –           | –           | 29    | 16    |
| Coventry City        | 2023–24      | Championship       | 35     | 13     | 4            | 2            | 1          | 0          | –           | –           | 40    | 15    |
| Career total         | Career total | Career total       | 194    | 69     | 16           | 7            | 1          | 0          | 1           | 0           | 212   | 76    |

1. ↑  Includes U.S. Open Cup, KNVB Cup, Danish Cup, Turkish Cup and FA Cup
2. ↑  Includes EFL Cup
3. ↑  Appearance in UEFA Europa League

### Quốc tế
Tính đến ngày 24 tháng 3 năm 2024
| Đội tuyển quốc gia | Năm   | Trận | Bàn |
| ------------------ | ----- | ---- | --- |
| Hoa Kỳ             | 2022  | 7    | 2   |
| Hoa Kỳ             | 2024  | 2    | 2   |
| Total              | Total | 9    | 4   |

Bàn thắng và kết quả của Hoa Kỳ được để trước.
| # | Ngày                | Địa điểm                                       | Số trận | Đối thủ | Bàn thắng | Kết quả      | Giải đấu                        |
| - | ------------------- | ---------------------------------------------- | ------- | ------- | --------- | ------------ | ------------------------------- |
| 1 | 1 tháng 6 năm 2022  | Sân vận động TQL, Cincinnati, Hoa Kỳ           | 1       | Maroc   | 3–0       | 3–0          | Giao hữu                        |
| 2 | 3 tháng 12 năm 2022 | Sân vận động quốc tế Khalifa, Al Rayyan, Qatar | 7       | Hà Lan  | 1–2       | 1–3          | FIFA World Cup 2022             |
| 3 | 21 tháng 3 năm 2024 | Sân vận động AT&T, Arlington, Hoa Kỳ           | 8       | Jamaica | 2–1       | 3–1 (s.h.p.) | CONCACAF Nations League 2023–24 |
| 4 | 21 tháng 3 năm 2024 | Sân vận động AT&T, Arlington, Hoa Kỳ           | 8       | Jamaica | 3–1       | 3–1 (s.h.p.) | CONCACAF Nations League 2023–24 |